# Metkel Eyob
Metkel Eyob é um ciclista profissional eritreio nascido a 4 de setembro de 1993. Actualmente corre para a equipa Terengganu Inc-TSG.

## Palmarés
2013
- 1 etapa do Tour de Ruanda

2015
- 1 etapa do Tour de Ruanda

2016
- 1 etapa do Tour de Ruanda
- 2º no Campeonato da Eritreia em Estrada

2017
- 2 etapas do Tour de Ruanda

2018
- 2º no Campeonato Africano em Estrada
- 1 etapa do Tour de Lombok
- 1 etapa do Tour das Filipinas
- 3º no Campeonato da Eritreia em Estrada

2019
- 1 etapa do Tour da Indonésia